# Justeren (munten)
Het justeren (Engels: to adjust) is een te zware rondel van de munt lichter maken door wat metaal af te vijlen of te snijden.
Gouden muntplaatjes werden tot 1900 nog gejusteerd. Werd er te veel afgevijld, zodat de muntjes te licht werden, dan gingen ze terug in de smeltkroes. Als sporen van deze bevijling nog te zien zijn op de munt, wordt gesproken van justeersporen.